# Damien Faulkner
Damien Faulkner, född den 15 februari 1976 i Carndonagh, Irland, är en irländsk racerförare.

## Racingkarriär
Faulkner blev mästare i Formel Palmer Audi 2000, vilket ledde till en körning i Indy Lights 2001. Han slutade där på en meriterande tredjeplats, vilket inte räckte för att få en styrning i IndyCar Series. Han flyttade tillbaka till Europa och körde 2002 i World Series by Nissan, vilket dock inte gick särskilt bra, då han bara tog två poäng under sina sex tävlingar. Det blev ingen mer formelbilsracing för Faulkner, som från och med 2004 satsade på Porsche Carrera Cup Great Britain, där han blev mästare 2005 och 2006. Han körde serien i tre år innan han fick kontrakt att köra i Porsche Supercup från och med 2007. Han blev tvåa i serien det året, och nådde samma placering även 2008.